# Billbergia meyeri
Espèce
Classification phylogénétique
Billbergia meyeri est une espèce de plantes de la famille des Bromeliaceae qui se rencontre en Bolivie et au Brésil.

## Synonymes
- Billbergia leucantha Hoehne[1].

## Distribution
L'espèce se rencontre en Bolivie et au Brésil.

## Description
L'espèce est épiphyte.